# Skrull
Gli Skrull sono una razza aliena  di personaggi dei fumetti, creati da Stan Lee e Jack Kirby nel 1962, pubblicati dalla Marvel Comics. Nati come avversari dei Fantastici Quattro, nel corso degli anni la loro importanza e influenza nell'universo fittizio della Marvel sono cresciute molto, tanto da renderli presenti in molti crossover che coinvolgevano l'intera continuity marvelliana.

## Storia
Sono una razza extraterrestre immaginaria di mutaforma, il cui impero interstellare è tra i più antichi della galassia di Andromeda. Di aspetto simile a quello dei terrestri ma con la pelle verde, le orecchie a punta e delle striature sul mento, sono forti il doppio dei normali esseri umani e vivono in media 210 anni. Una delle loro caratteristiche salienti è la capacità, comune a tutta la razza, di poter assumere le sembianze di chiunque e di qualunque cosa. Possono inoltre guarire dalle ferite molto rapidamente, anche se non sono in grado di rigenerarsi, e col passare del tempo hanno sviluppato una mutazione che li rende estremamente resistenti al controllo telepatico e alle arti magiche.
Agli albori di questa civiltà, i Celestiali approdarono sul pianeta natale Skrullos, creando delle sottospecie Skrull simili a quelle dei Devianti e degli Eterni. Circa dieci milioni di anni fa si avventurarono oltre la loro galassia e conobbero la razza umanoide Kree, ai primi stadi rudimentali di civilizzazione, offrendo loro alcuni doni di elevata tecnologia. In origine quindi gli Skrull erano commercianti, ma successivamente si scontrarono con i guerrieri Kree (diventati poi loro acerrimi nemici) e divennero più aggressivi iniziando la loro campagna di conquista interplanetaria, che li portò più volte a scontrarsi con i supereroi della Terra, come ad esempio i Fantastici Quattro o i Vendicatori.
Essendo rimasti senza un pianeta, divorato da Galactus, gli Skrull hanno tentato svariate volte di impadronirsi della Terra, venendo però sempre sconfitti. La fine della famosa guerra con i Kree, avvenuta sulla Terra, spinse il Professor X, Mister Fantastic, Sub-Mariner, Freccia Nera, Iron Man e il Dottor Strange a formare il gruppo degli Illuminati che, come prima missione, si recarono sulla base principale Skrull a minacciare il loro re di non osare più di cercare di invadere la Terra; come monito Freccia Nera usò la sua potentissima voce per devastare la loro nave da guerra.

### Seconda Guerra Kree-Skrull
Reed Richards scopre che il governatore Skrull, Zabyk, ha creato una bomba genetica che, esplodendo, tolse agli Skrull la loro abilità di mutare forma. Alcuni Skrull rimasero bloccati nella forma che stavano assumendo.
Disperati per la perdita della loro abilità, gli Skrull catturarono l'araldo di Galactus, Nova (Frankie Raye), per cercare di convincere Galactus a distruggere dei pianeti occupati dai Kree per loro. Il loro piano fallì quando Silver Surfer liberò Nova.
La Suprema Intelligenza dei Kree, sentendo che gli Skrull hanno perso la capacità di mutare forma, decide di iniziare un nuovo conflitto contro gli Skrull. Il governatore Skrull, Kylor ha mandato la spia Nenora ad infiltrarsi tra gli ufficiali di alto rango dei Kree, ma quest'ultima tradisce Kylor e la sua intera razza, tramando di impadronirsi sia dell'impero Kree che quello Skrull. Una nobile Skrull, S'byll, assume il comando dell'impero per salvare il suo popolo. S'byll ingannò Silver Surfer, facendogli attaccare una flotta di Badoon, ignaro che erano alleati dei Kree. Quando i Kree si schierarono contro Silver Surfer, egli fu costretto ad unirsi a S'byll per salvare il pianeta Zenn-La dalla distruzione.
S'byll usò il DNA di Kl'rt il Super-Skrull per far tornare il potere di mutare forma agli Skrull. Silver Surfer aiutò ad attivare una macchina che dà i poteri di Super-Skrull a S'byll. Con i nuovi poteri, S'byll restituì al popolo Skrull l'abilità di cambiare forma e divenne la loro nuova imperatrice.
S'byll e Silver Surfer andarono sul pianeta Hala per sconfiggere e smascherare Nenora, rivelando la sua vera identità di Skrull ai Kree, dopodiché S'byll fece un trattato di pace con l'impero Kree.

### Infiltrazione sulla Terra
Un generale Skrull, Paibok, prepara una campagna di invasione della Terra, usando la ragazza Skrull, Lyja come spia. Il piano vedeva la sostituzione di Alicia Masters, la ragazza cieca amica dei Fantastici Quattro. Lyja, nei panni di Alicia, si innamorò di Johnny Storm, la Torcia Umana, e i due si sposarono. La mascherata venne infine scoperta e i Fantastici Quattro scoprirono che la vera Alicia venne tenuta prigioniera dagli Skrull e Lyja, essendosi affezionata per davvero a Johnny, decise di aiutare il gruppo a salvarla. Lyja morì apparentemente quando si sacrificò per salvare Johnny facendosi colpire da un attacco di Paibok al posto suo.
Successivamente, Paibok rivelò che Lyja era ancora viva, avendola curata, e le conferì il potere di volare e di lanciare raggi concussivi dalle mani, facendola diventare Lyja the Lazerfist. Paibok e Lyja, insieme a Devos il Devastatore, andarono sulla Terra in cerca di vendetta contro i Fantastici Quattro. I tre isolarono e aggredirono la Torcia Umana all'Empire State University. In preda al panico, la Torcia diede accidentalmente fuoco al campus, distruggendolo. Ma Lyja provava ancora dei sentimenti per Johnny e ancora una volta tradì gli Skrull per schierarsi con i Fantastici quattro, che riuscirono a distruggere la gigantesca nave ammiraglia di Paibok.

### Annihilation
Durante gli avvenimenti di Annihilation, l'impero Skrull è la prima potenza interstellare ad essere attaccata dalla armata di Annihilus, l'Onda Annihilation. La super-arma dell'Onda, la Mietitrice dei Dolori distrusse un certo numero di pianeti appartenenti all'impero prima di venire a sua volta distrutto dagli sforzi di Kl'rt il Super-Skrull. Alcuni Skrull si unirono al Fronte Unito di Richard Rider in lotta contro Annihilus.

### Secret Invasion
Recentemente i Nuovi Vendicatori hanno fatto una sconcertante scoperta: a capo della Mano, setta di guerrieri ninja, c'era uno Skrull che si spacciava per la mercenaria greca Elektra; ciò ha fatto sospettare agli eroi di essere sotto assedio: quello della Mano non può essere un caso isolato, quindi adesso sia i Nuovi Vendicatori che gli Illuminati stanno valutando come agire a questa nuova minaccia.
Dopo il loro attacco all'imperatore Skrull Dorrek, gli Illuminati vennero fatti prigionieri; durante la loro prigionia, gli alieni hanno condotto degli esperimenti su di loro, e fu lì che gli scienziati hanno trovato il modo di rendersi non rilevabili dagli strumenti terrestri, dando via all'invasione sulla terra, infiltrandosi tra la comunità supereroistica: Elektra Natchios è solo la prima degli agenti infiltrati: persino la nuova regina Veranke ha preso parte all'invasione, nei panni della Donna Ragno.
Gli Skrull si sono infiltrati anche tra gli stessi Illuminati, infatti re Boltagon alias Freccia Nera si rivela essere anch'egli uno Skrull; sembra che gli esperimenti effettuati anni prima dagli alieni abbiano avuto successo, infatti, se prima la loro reale natura poteva venire scoperta da alcuni rilevamenti tecnologici o dai poteri di alcuni supereroi, come ad esempio gli acutissimi sensi di Wolverine, la telepatia di Charles Xavier o le arti mistiche del Dottor Strange o il senso di ragno dell'Uomo Ragno oggi sembra che niente riesca a smascherarli, facendo crescere il sospetto, tra la comunità dei supereroi, che adesso chiunque possa essere uno Skrull.
Durante la prigionia, gli Skrull presero dalla mente degli Illuminati, e in particolar modo da Reed Richards, varie informazioni sul come celarsi agli umani. In questo modo gli alieni si sono infiltrati in tutta la comunità superumana della Terra; alcuni degli infiltrati, come ad esempio il sostituto di Mar-Vell, hanno subito un lavaggio tale da considerarsi come gli originali e ad agire come loro.
Infine gli Skrull invasero la Terra per l'attacco finale, e ciò portò ad una battaglia campale con tutti i supereroi (e molti criminali) nel centro di Central Park: alla fine dello scontro Norman Osborn uccise la regina Veranke e venne visto come il salvatore del pianeta (evento che porterà agli eventi del Dark Reign). I supereroi sostituiti non vennero uccisi ma tenuti prigionieri in un'astronave in orbita attorno alla terra, e liberati alla fine dello scontro finale.
Molti Skrull girano ancora per la Terra, spacciandosi per umani, braccati dall'organizzazione H.A.M.M.E.R. (agli ordini di Osborn) e dall'agenzia S.W.O.R.D., che ha come agenti la vera Donna Ragno (che ha visto la sua vita rovinata a causa degli alieni) e Abigail Brand, la donna che salvò Reed Richards e diede via alla riscossa dei terrestri.

### Infinity
Dopo Secret Invasion, gli Skrull hanno progettato altri modi per tornare ad essere una potenza cosmica, ma le loro colonie vengono prese di mira dai Costruttori, costringendoli ad allearsi con il Consiglio Galattico e i Vendicatori. Una colonia di Skrull viene salvata da una armata dei Costruttori da Silver Surfer.
Alla fine della guerra con i Costruttori l'impero Skrull rinasce con l'incoronazione dell'imperatore Kl'rt, il super skrull, sul pianeta Tarnax II.

## Personaggi Skrull
- Dorrek VII (Hulkling)
- Veranke
- R'Klll
- Kl'rt (Super-Skrull)
- Talos
- Raksor
- Paibok
- Lija
- Soren
- G'iah
- Gravik
- Kreega

## Versione Ultimate
Come molti altri personaggi Marvel hanno una loro versione Ultimate, inizialmente chiamata Chitauri.

## Altri media

### Marvel Cinematic Universe
- Gli Skrull, guidati da Talos (interpretato da Ben Mendelsohn), hanno fatto la loro prima comparsa all'interno della saga Marvel Cinematic Universe quali personaggi principali del film Captain Marvel (2019). In questa versione, sono più dei personaggi buoni invece che dei cattivi, visto che vogliono solamente cercare una nuova casa dopo che il loro pianeta natale è stato distrutto dai loro acerrimi rivali Kree. Vennero in seguito aiutati da Mar-Vell, ma poi quest'ultima è stata uccisa da Yon-Rogg. Successivamente, vengono aiutati da Carol Danvers, alias Capitan Marvel, che accetta di aiutarli a trovare una nuova casa.[2]
- I due Skrull Talos e sua moglie Soren appaiono anche nel film Spider-Man: Far from Home (2019), dopo essere rivelati nella scena finale dopo i titoli di coda sotto le spoglie di Nick Fury e Maria Hill, che sono stati guidati e assegnati dal vero Fury che guidava la loro astronave, dopo che hanno successivamente aiutato il giovane Peter Parker, alias Spider-Man.
- Nel primo episodio della prima stagione della serie televisiva Loki (2021), appare di spalle uno Skrull alla TVA (Time Variance Authority).
- Gli Skrull sono comparsi anche nella prima serie animata dell'MCU What If...? (2021).
- Nick Fury (Il direttore dello S.H.I.E.L.D.) e Talos (il leader degli Skrull) sono protagonisti della miniserie televisiva Secret Invasion (2023), ambientata dopo gli eventi dell'ultimo capitolo cinematografico della Saga dell'Infinito. Gravik (interpretato da Kingsley Ben-Adir) sarà l'antagonista principale della stessa miniserie TV.
- Gli Skrull sono ricomparsi nuovamente nel film The Marvels (2023), e sono guidati dall'imperatore Dro'ge  (interpretato da Gary Lewis).

### Televisione
- Gli Skrull appaiono nelle serie animate I Fantastici Quattro, The Fantastic Four, Insuperabili X-Men, I Fantastici Quattro, Silver Surfer, I Fantastici 4 - I più grandi eroi del mondo, Super Hero Squad Show, Avengers - I più potenti eroi della Terra, Avengers Assemble e Hulk e gli agenti S.M.A.S.H..